# Uroplectes machadoi
Espèce
Uroplectes machadoi est une espèce de scorpions de la famille des Buthidae.

## Distribution
Cette espèce est endémique du Angola. Elle se rencontre vers Alto Chicapa.

## Étymologie
Cette espèce est nommée en l'honneur d'António de Barros Machado

## Publication originale
- Lourenço, 2000 : « Analyse taxonomique de quelques espèces du genre Uroplectes Peters, 1861 présentes en Angola et description d'une espèce nouvelle (Scorpiones, Buthidae). » Zoosystema, vol. 22, no 3, p. 499-506 (texte intégral).